# Ortis
Ortis S.A., dawniej Prasowe Zakłady Graficzne w Bydgoszczy – jedna z większych  drukarni w Bydgoszczy.

## Charakterystyka
Przedmiotem działalności zakładu jest produkcja poligraficzna – rolowy i arkuszowy druk offsetowy oraz oprawa katalogów, czasopism, ulotek, folderów, kalendarzy, plakatów, materiałów reklamowych i książek. Zarząd firmy mieści się w Biznes-Parku przy ul. Kraszewskiego w Bydgoszczy, a dział sprzedaży: w Bydgoszczy i Wrocławiu.

## Historia
Firma rozpoczęła działalność w 1946 roku przy ul. Dworcowej 13 w Bydgoszczy, wykorzystując majątek znacjonalizowanej niemieckiej drukarni Dittmana, założonej w 1869 roku.
Drukarnia Dittmana była obok Drukarni Grunauera najnowocześniejszym tego typu zakładem w Bydgoszczy w okresie I wojny światowej, a w dwudziestoleciu międzywojennym zajmowała się wydawaniem prasy i podręczników niemieckiej mniejszości narodowej.
Po II wojnie światowej zakład zajmował się głównie drukiem gazet, w tym “Trybuny Pomorskiej”, potem „Gazety Pomorskiej”, „Dziennika Wieczornego”, „Ilustrowanego Kuriera Polskiego” i innych. Od przedmiotu działalności wziął nazwę: Prasowe Zakłady Graficzne i zaliczał się do największych zakładów tego typu w kraju. W 1974 roku rozpoczęto budowę nowego obiektu przy al. Wojska Polskiego, który ukończono w 1988 r. Znajdowały się tam obszerne hale produkcyjne, magazyny oraz centrum projektowe i administracyjne. Zakład już w nowej siedzibie otrzymał nowoczesny park maszynowy, w tym maszyny offsetowe i heatsetowe. W tym okresie podstawowymi produktami, oprócz gazet, były czasopisma, periodyki, książki oraz podręczniki. W połowie lat 90. w siedzibie drukarni znajdowała się redakcja „Ilustrowanego Kuriera Polskiego”.
W 2000 roku zakład został przekształcony w pracowniczą spółkę akcyjną (leasing pracowniczy), a w 2003 roku zmienił nazwę na Ortis S.A. W tym czasie na skutek zmian na rynku, firma zaprzestała druku prasy codziennej, na rzecz produkcji magazynów, czasopism, kalendarzy, ulotek reklamowych, broszur, plakatów i książek. Spółka podjęła także działalność eksportową, drukując materiały dla wydawnictw z: Rosji, Ukrainy, Stanów Zjednoczonych, Niemiec Danii, Francji i Czech.
W 2011 roku spółka sprzedała swoje obiekty produkcyjne przy ul. Wojska Polskiego w Bydgoszczy z przeznaczeniem pod centrum handlowe, zaś produkcję kontynuowała we Wrocławiu i w nowym obiekcie w parku przemysłowym w Solcu Kujawskim.